# Volkssänger (Strauss)
Volkssänger ist ein Walzer von Johann Strauss Sohn (op. 119). Das Werk wurde am 30. August 1852 in Ungers Casino in Wien erstmals aufgeführt.

## Einzelnachweis
1. ↑  Quelle: Englische Version des Booklets (Seite 79) in der 52 CDs umfassenden Gesamtausgabe der Orchesterwerke von Johann Strauß (Sohn), Hrsg. Naxos (Label). Das Werk ist als vierter Titel auf der 29. CD zu hören.